# والریوس رومولوس
والریوس رومولوس (به لاتین: Valerius Romulus) (زادهٔ پیرامون ۲۹۴ — درگذشتهٔ ۳۰۹) یکی از کنسول‌های امپراتوری روم در سال‌های ۳۰۸ و ۳۰۹ بود.

## زندگی‌نامه
والریوس رومولوس بزرگترین پسر ماکسنتیوس، غاصب امپراتوری روم و والریا ماکسیمیلا، دختر امپراتور وقت گالریوس بود. او عناوین clarissimus puer (به‌معنای فرزند بزرگوار) و nobilissimus vir (به‌معنای اصیل‌زاده‌ترین) را دریافت داشت و دو بار همراه با پدرش در سال‌های ۳۰۸ و ۳۰۹ به مقام کنسولی رسید. او باید در سال ۳۰۹ درگذشته باشد چون پدرش ماکسنتیوس در ۳۱۰ بدون حضور او و به‌تنهایی مقام کنسولی روم را در اختیار داشت.